# Pontharpinia nasuta
Pontharpinia nasuta är en kräftdjursart. Pontharpinia nasuta ingår i släktet Pontharpinia och familjen Phoxocephalidae. Inga underarter finns listade i Catalogue of Life.